# Parapallene algoae
Parapallene algoae is een zeespin uit de familie Callipallenidae. De soort behoort tot het geslacht Parapallene. Parapallene algoae werd in 1946 voor het eerst wetenschappelijk beschreven door Barnard. 